# Paglat
Paglat ist eine philippinische Stadtgemeinde in der Provinz Maguindanao del Sur. Sie hat 15.920 Einwohner (Zensus 1. August 2015).
Paglat die kleinste Stadtgemeinde der Provinz Maguindanao wurde aus Baranggays gebildet, die zuvor zur Stadtgemeinde Gen. S. K. Pendatun gehörten.

## Baranggays
Paglat ist politisch in acht Baranggays unterteilt.
- Campo
- Damakling
- Damalusay
- Kakal
- Paglat
- Upper Idtig
- Tual
- Salam
- Azzlack